# Тролейбуси ВАТ «Богдан»
Тролейбуси ВАТ «Богдан» — серія міських та міжміських тролейбусів, що випускається корпорацією Богдан на Луцькому автомобільному заводі з 2007 року.

## Поставки і робота у містах України

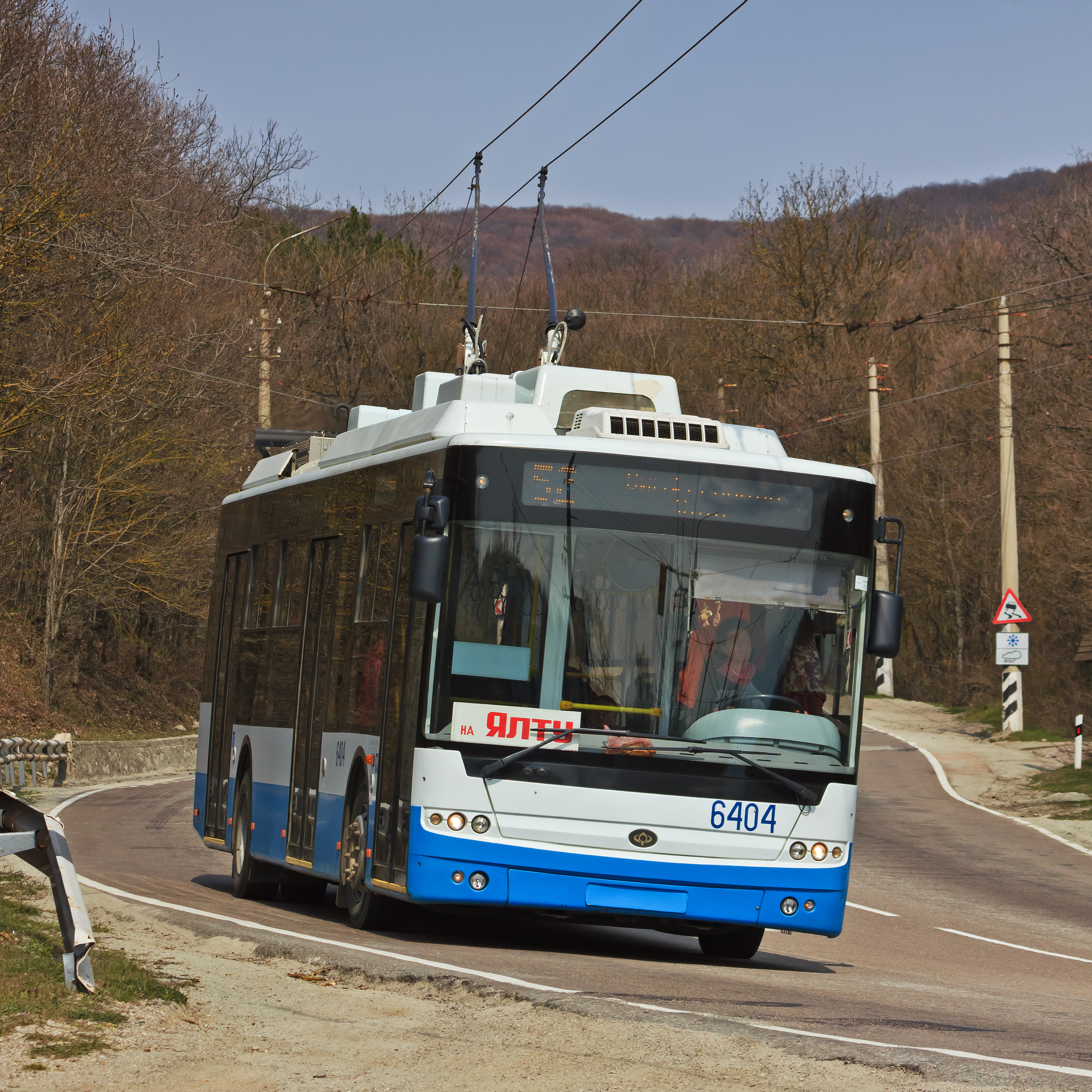
Тролейбус «Богдан» на маршруті

Першим тролейбусом, що є побудований на Луцькому автомобільному заводі є Богдан Е231, на базі 14.6-метрового автобуса Богдан А231. Варто згадати, що перші 2 кузова побудовані на заводі в Черкасах і передані в Куренівське тролейбусне депо в Києві для дообладнання електрообладнанням. Дані машини в Києві доробити не змогли, через що вони були відіслані до Луцька. Нині одна з цих машин працює в Києві (№4302), інша в Луцьку (імовірно №204). Всього було збудовано 8 машин, разом із двома тролейбусами із черкаськими кузовами і вони наразі експлуатуються у Києві (3 шт) та Луцьку (5 шт). У 2015 році усі три київські екземпляри було відправлено на металобазу. 
У 2008 році випущено 2 10-метрові частково низькопідлогові тролейбуси (здається малим на фоні 12-метрових) Богдан Т50110. Ці тролейбуси експлуатуються у Луцьку.
У 2008 році запущено у виробництво Богдан Т60111, яких зараз випущено понад 14 штук. Їх зараз експлуатують у Хмельницькому (2 машини), Луганську (6 одиниць), Львові (2 машини), Кременчуці (2 машини) та Криму (їх кілька десятків). 13 випущений екземпляр проходив пробну експлуатацію у деяких містах України. Богдан Т60111 добре себе зарекомендував, хоча його виробництво і було припинене наприкінці 2011 року, і став базою для створення 15-метрового тролейбуса Богдан Т80110, який був випущений у 2009 році та є одним з двох екземплярів Т80110. Він проходив пробну експлуатацію у Києві і працює у Криму. Наразі також випускається 18-метровий зчленований тролейбус Т901. Випущено 106 екземплярів, усі працюють у Києві. 2 червня 2017 року Богдан виграв тендер на поставку до Києва 80 тролейбусів (60 одинарних Т70117 та 20 зчленованих нового типу Т90117) до кінця 2017 року.

## Моделі
Станом на січень 2018 року завод пропонує 2 моделі тролейбусів марки «Богдан», які збираються на Луцькому автомобільному заводі. 
Основні характеристики даних тролейбусів:
- низький рівень підлоги по усьому салону (рівень підлоги — 35 сантиметрів); у тролейбусів наявні відкидні рампи для завезення дитячих або інвалідних візків;
- застосування панорамного лобового скла, лобове та бокові стекла «триплекс», безосколкові;
- застосування електронних рейсовказівників;
- тролейбуси комплектуються сучасними іноземними комплектуючими;
- ресурс кузова не менше 15 років;
- тролейбуси обладнані IGBT-транзисторною системою управління;
- сучасне обладнання салону та водійського місця.

### Моделі тролейбусів, що випускаються
- Богдан Т70117 - 12-метровий тролейбус, випускається з 2014 року, випущено 96 тролейбусів, 40 у Вінниці (2014), 7 у Хмельницькому (2015-2016), 12 у Сумах (2015), 8 у Черкасах (2015-2016), 1 у Кременчуці (2016), 10 у Одесі (2016-2017), 5 у Полтаві (2016-2017), 5 у Києві (2017). У 2017 році відбулися тендери, згідно з якими 4 таких тролейбуси очікує Херсон, а 60 тролейбусів - столичне місто.
- Богдан Т90117  - 18.8-метровий зчленований тролейбус. Обладнано системою керування "Чергос" та асинхронними двигунами. Розроблений у 2016 році. У 2017 році відбувся тендер, за яким Київ очікує на 20 таких тролейбусів з кондиціонерами та автономним ходом на 1 км до кінця 2017 року.

### Моделі тролейбусів, що випускалися раніше
- Богдан Е231 — 14.6-метровий тролейбус на базі Богдан А231; випущено 8 екземплярів, вони експлуатуються у Києві та Луцьку. Модель знято з виробництва. У 2015 році робота у Києві була припинена.
- Богдан Т50110 — 10-метровий тролейбус, випущений 2008 року в кількості 2 екземпляри, які нині працюють у Луцьку. Модель не є серійною.
- Богдан Т601 — 11-метровий тролейбус на базі Богдан А60110
  - Богдан Т60111 - випускався з 2008 по 2011, випущено 40 екземплярів, працюють 2 у Хмельницькому, 2 у Львові, 2 у Кременчуці, 15 у Луганську, 19 поставлено у Кримтролейбус.
  - Богдан Т60112 — випущено 1 тролейбус, який наразі працює у Луганську. Від попередньої моделі відрізняється іншим двигуном, системою керування та відсутністю "шафи" у салоні.
- Богдан Т701 — 12-метровий тролейбус, випускається з 2010 року 
  - Богдан Т70110 —  на 2013 рік випущено 159 екземплярів. 10 у Полтаві (2011), 52 у Криму (2010-2011), 97 у Києві (2011-2013).
  - Богдан Т70115 — випускався у 2010-2011 роках. 30 тролейбусів було придбано Кримом. 1 екземпляр на пробній експлуатації у Остраві (Чехія) був до 2013 року. На початку 2015 року був виявлений у Вільнюсі, потім зник.
- Богдан Т80110 — 15-метровий тролейбус, випускався в 2009 році, випущено 2 екземпляри, працюють у Криму.
  - Богдан Т90110 — 18.8-метровий зчленований тролейбус. Випущено 106 екземплярів, усі поставлено у Київ.

## Фотографії

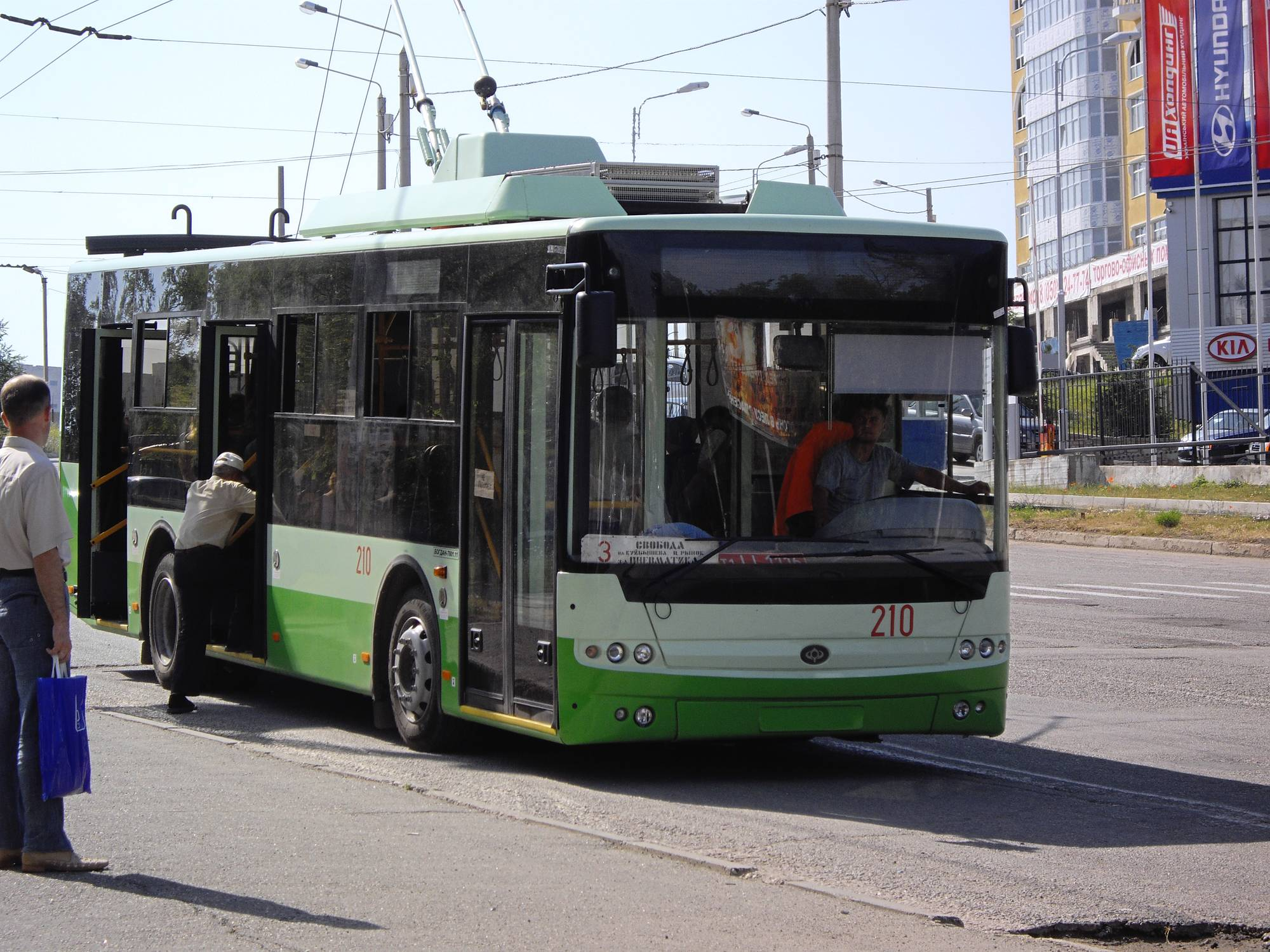
Тролейбус Богдан Т60111 на пробній експлуатації у Сімферополі
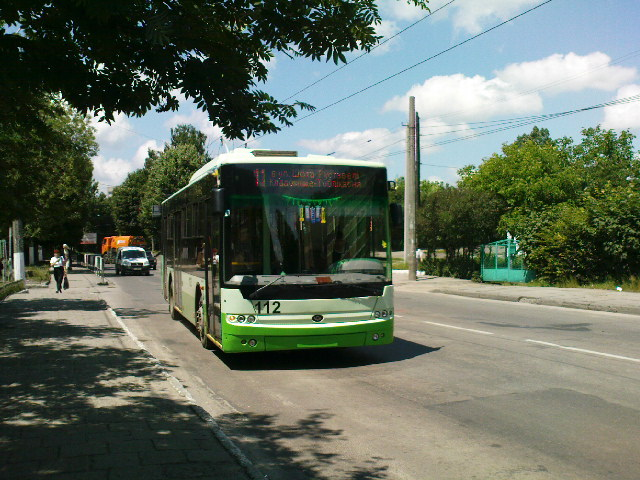
Богдан Т60111 у Львові
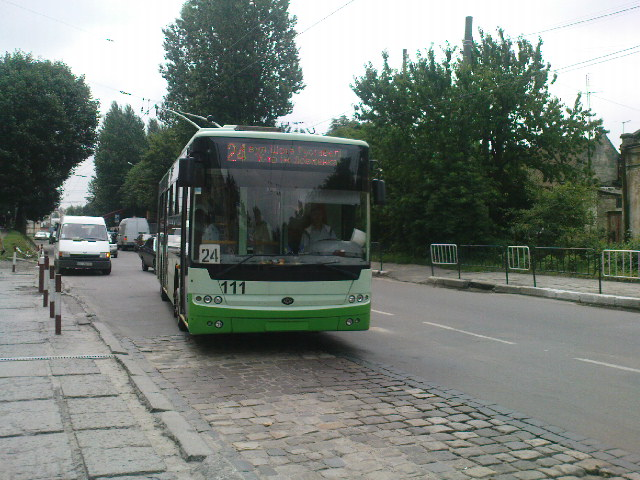
Богдан Т60111 у Львові
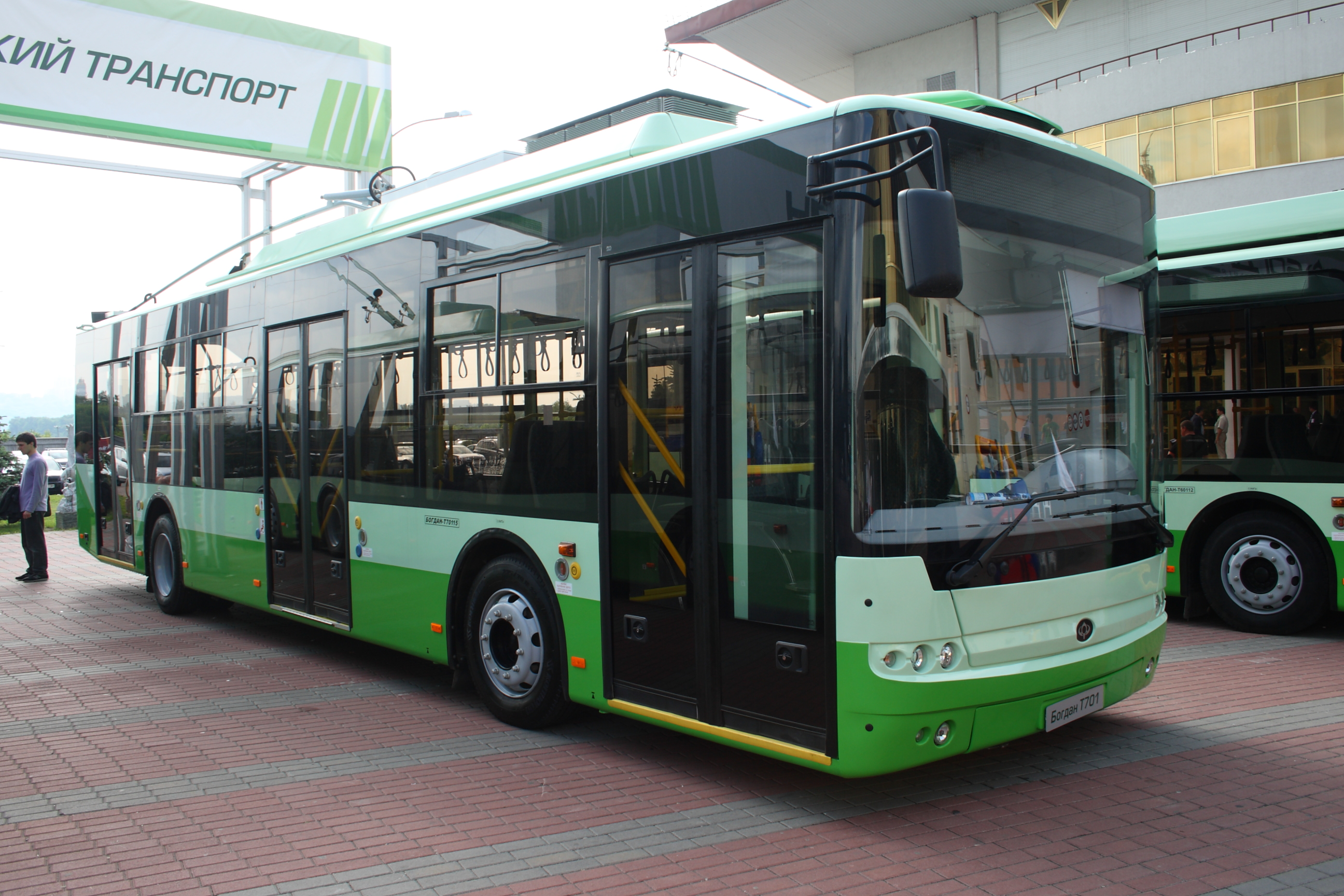
Богдан Т70115 на виставці
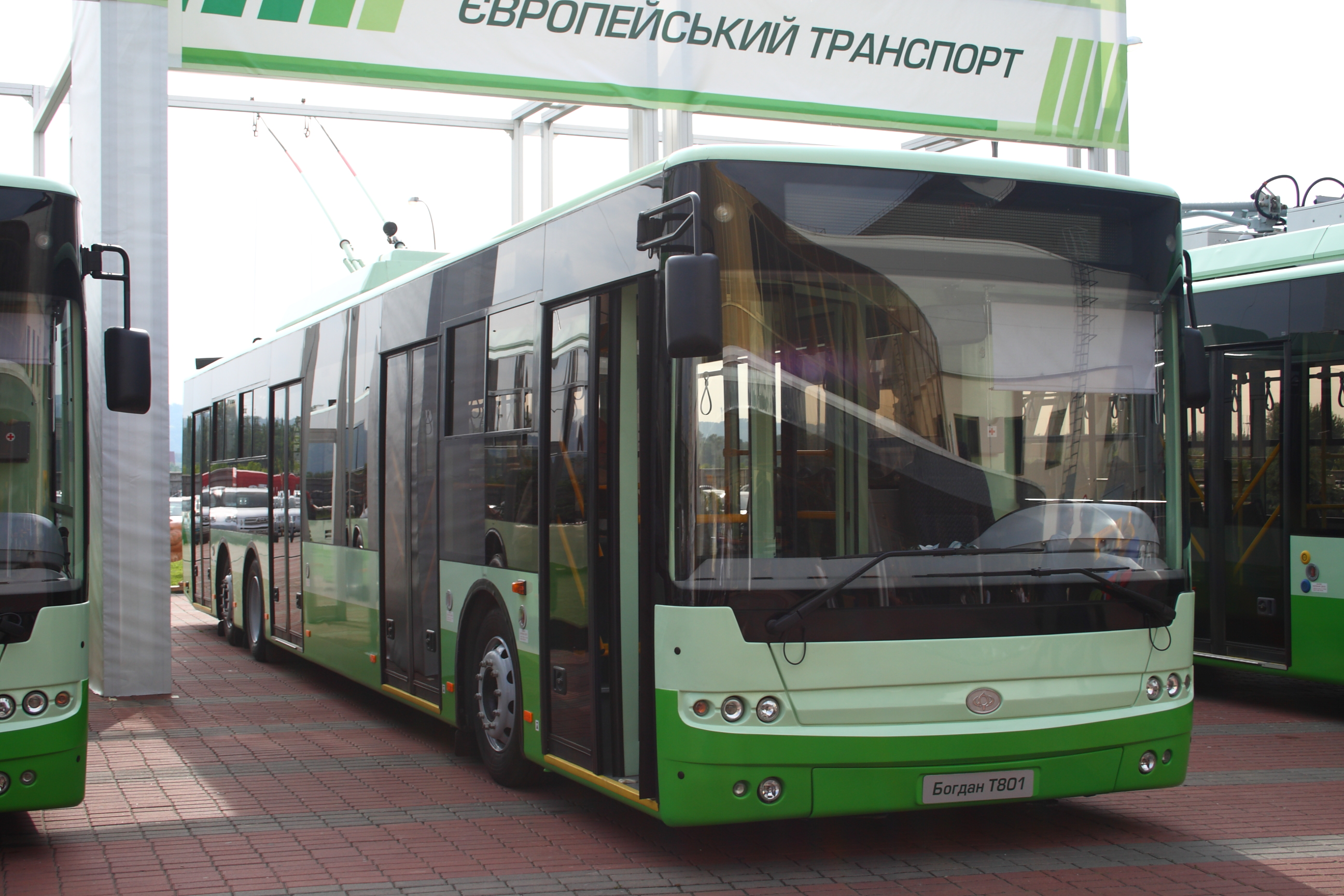
Богдан Т80110 на виставці
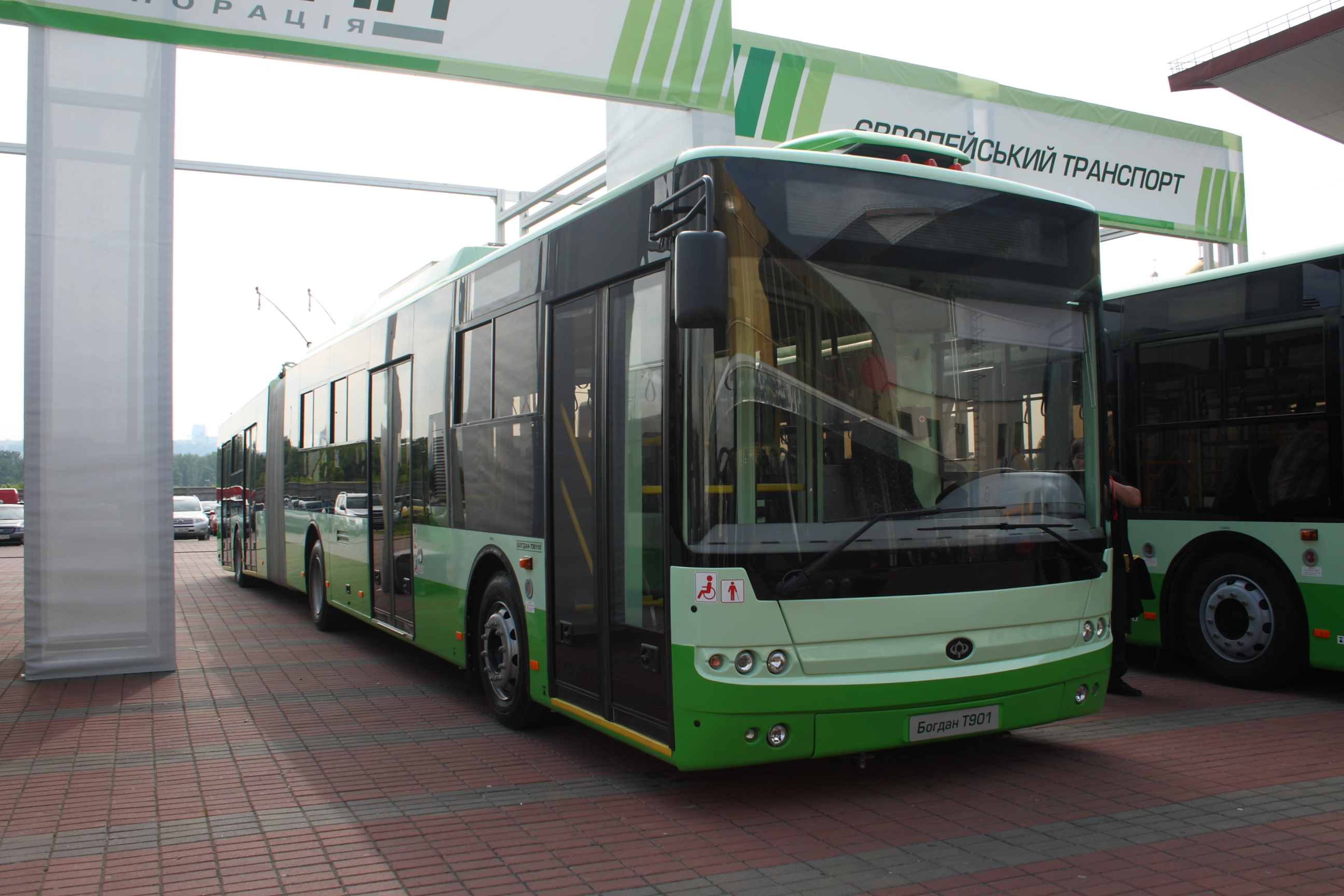
Богдан Т90110 на виставці